# Raphael Claus
Raphael Claus (ur. 6 września 1979 roku w Santa Bárbara D'Oeste) – brazylijski sędzia piłkarski. Od 2015 roku sędzia międzynarodowy.
Claus znalazł się na liście sędziów Copa América 2019 i Copa América 2021 oraz Mistrzostw Świata 2022.

## Sędziowane mecze Copa America 2019[2]
| Mecz            | Data       | Miejsce                  | Runda        | Wynik | Żółta kartka | Czerwona kartka |
| --------------- | ---------- | ------------------------ | ------------ | ----- | ------------ | --------------- |
| Chile – Urugwaj | 25.06.2019 | Maracanã, Rio De Janeiro | Faza grupowa | 0:1   | 1            | 0               |

## Sędziowane mecze Copa America 2021[3]
| Mecz               | Data       | Miejsce                            | Runda             | Wynik | Żółta kartka | Czerwona kartka |
| ------------------ | ---------- | ---------------------------------- | ----------------- | ----- | ------------ | --------------- |
| Urugwaj – Chile    | 21.06.2021 | Arena Pantanal, Cuiaba             | Faza grupowa      | 1:1   | 2            | 0               |
| Urugwaj – Paragwaj | 29.06.2021 | Stadion olimpijski, Rio de Janeiro | Faza grupowa      | 1:0   | 2            | 0               |
| Kolumbia – Peru    | 10.07.2021 | Estádio Mané Garrincha, Brasilia   | Mecz o 3. miejsce | 3:2   | 5            | 0               |

## Sędziowane mecze Mistrzostw Świata 2022[4]
| Mecz            | Data       | Miejsce                             | Runda        | Wynik | Żółta kartka | Czerwona kartka |
| --------------- | ---------- | ----------------------------------- | ------------ | ----- | ------------ | --------------- |
| Anglia – Iran   | 21.11.2022 | Khalifa International Stadium, Doha | Faza grupowa | 6:2   | 2            | 0               |
| Kanada – Maroko | 1.12.2022  | Al-Thumama Stadium, Doha            | Faza grupowa | 1:2   | 4            | 0               |